# Grote klinkerverschuiving (Engels)
De grote klinkerverschuiving in de Engelse taal (Engels: Great Vowel Shift) was een grootschalige systematische klankverschuiving die de uitspraak van de klinkers van het Middelengels betrof. Deze verschuiving vond plaats tussen de 12e en de 16e eeuw in het zuiden van Groot-Brittannië. Het verschijnsel is voor het eerst uitgebreid bestudeerd door Otto Jespersen, later onder meer door William Labov.

## Klankverschuivingen
De meest opvallende verandering was dat de twee meest gesloten lange klinkers, [iː] en [uː], tweeklanken werden (diftongeerden): [i:] werd via een aantal tussenstadia [aɪ] en [u:] werd [aʊ]. Daarnaast werden de [eː] en de [oː] met steeds kleinere mondopening uitgesproken, en zo namen ze de plaats in van [iː] en [uː]; er viel dus geen leemte in het klinkermateriaal. Over de volgorde waarin dit gebeurd is, zijn niet alle taalkundigen het eens. Zo is Otto Jespersen bijvoorbeeld van mening dat eerst de diftongering van [iː] en [uː] plaatshad, waarna de "vrijgekomen plaats" werd bezet door andere klinkers. Volgens taalkundige Karl Luick was het juist andersom: de klinkers [eː] en [oː] werden eerst vernauwd, waardoor ze  de klinkers [iː] en [uː] "verdrongen" van hun plaats.
Bij de articulatie van de klinkers e, a, o, u en ə ging de tong in de richting van het harde verhemelte. De voornaamste veranderingen waren de volgende:
- De centraal gearticuleerde [aː]? (ā) van het Middelengels veranderde in de meer voor in de mond gelegen [æː]? en vervolgens in de hoger gearticuleerde [ɛː]?, [eː]? In veel dialecten van het moderne Engels is deze klinker gediftongeerd tot [eɪ]? (bijvoorbeeld in make). Omdat de lange ā van het Oudengels in het Middelengels was veranderd in [ɔː]? , komt de Oudengelse ā niet overeen met de huidige Engelse diftong [eɪ]?.
- De [ɛː]? van het Middelengels ging omhoog naar [eː]? en veranderde in het moderne Engels in [iː]? (zoals in beak).
- De [eː]? van het Middelengels veranderde in de [iː]? van het moderne Engels (zoals in feet).
- De [iː]? van het Middelengels diftongeerde tot een  [ɪi]?, die waarschijnlijk daarna veranderde in [əɪ]? en ten slotte in [aɪ]? in het moderne Engels (zoals mice).
- De [ɔː]? van het Middelengels ging omhoog naar [oː]?. In de 18e eeuw werd dit ofwel de [oʊ]? van het moderne Engels, ofwel [əʊ]? (zoals in boat).
- De [oː]? van het Middelengels ging omhoog naar de [uː]? van het moderne Engels (zoals in boot).
- De [uː]? van het Middelengels werd in de meeste gevallen gediftongeerd tot [ʊu]?, vervolgens tot [əʊ]?, en ten slotte tot de [aʊ]? van het moderne Engels (zoals in mouse) in de 18e eeuw. Deze verandering vond alleen niet plaats voor labiale medeklinkers [uː]?, en in sommige woorden zoals room en droop.

De klinker die te horen is in date werd in het Middelengels dus uitgesproken als  [aː] (ongeveer zoals de klinker in dart). De klinker in feet was [eː]; de klinker in wipe was [iː] (zoals in het moderne weep); de klinker in boot was [oː]; de klinker in house ten slotte was [uː] (zoals in het moderne whose).
De hierboven beschreven veranderingen waren niet overal even uniform, waardoor de precieze uitspraak van de Engelse klinkers verschilt per dialect.

## Complicaties
Doordat ea gemakkelijk korter wordt voor coronalen, bijvoorbeeld in dead, head en threat ontstond als gevolg van de grote klinkerverschuiving fonemische neutralisatie; deze klinker ging namelijk exact hetzelfde klinken als de korte [ɛː] van  /brɛːd/.

## Uitzonderingen
De hierboven beschreven klankverschuivingen golden niet voor alle klinkers van het Engels. ea veranderde bijvoorbeeld niet in [iː] in sommige woorden zoals great, break, steak, swear and bear. Ook de eerste klinker in father veranderde niet in [ɛː] Ook bij enkele leenwoorden zoals Umlaut en soufflé is de klankverschuiving niet opgegaan, maar deze woorden werden pas na de grote Engelse klinkerverschuiving geïmporteerd en zijn dus schijnuitzonderingen.

## Achtergrond
De oorzaak van de grote Engelse klinkerverschuiving wordt door sommigen toegeschreven aan de Zwarte Dood. Doordat veel mensen als gevolg van deze ziekte naar het zuiden van Engeland emigreerden, zouden diverse regiolecten en sociolecten zich vermengd hebben (de lagere klassen kwamen bijvoorbeeld opeens veel meer in contact met de hogere), waardoor de nieuwe standaarduitspraak van het Engels zou zijn ontstaan. Anderen leggen eerder het verband met de Honderdjarige Oorlog, waardoor aan het begin van de 15e eeuw de prestige van het Frans aanzienlijk was gedaald en die van het Engels juist gestegen. Hierdoor werden Franse uitspraken in het vervolg gemeden en ontstond er hypercorrectie van de uitspraak van het Engels. Ook bepaalde sociale en politieke opwerkingen kunnen een grote rol hebben gespeeld.

## Historische betekenis
De grote Engelse klinkerverschuiving vormde waarschijnlijk de belangrijkste mijlpaal die de overgang van het Oudengels naar het Middelengels markeerde. Voorheen werden alle klinkers in het Engels zo´n beetje hetzelfde gearticuleerd als op het Europese vasteland. Het feit dat de spelling van het moderne Engels nog steeds is gebaseerd op de uitspraak van het Middelengels (vanwege de uitvinding van de druktechniek, die precies samenviel met de grote Engelse klinkerverschuiving) is er de oorzaak van dat de spelling van het Engels tegenwoordig zo vaak problemen oplevert, omdat ze zo ver van de gesproken taal afstaat.

## Nederlands
Ook in het Nederlands hebben zich aan het eind van de Middeleeuwen zulke klinkerverschuivingen ook wel diftongering bij lange klinkers plaatsgevonden. Zo werd Middelnederlands huus in het Nieuwnederlands huis. Of bijvoorbeeld Middelnederlands ies werd in het Nieuwnederlands ijs.